# Azela Hammer
Maria Azela Hammer CSR (* 31. August 1872 in Arnstein als Barbara Maria Hammer; † 25. August 1951 in Heidenfeld) war eine deutsche Ordensschwester.
Hammer wuchs in Arnstein als Tochter des Wagnermeisters Johann Hammer auf. 1897 legte sie ihre Profess ab.
Am 6. Mai 1914 wurde sie vom Generalkapitel der Kongregation zur Generalassistentin gewählt. 1921 wurde sie Generalvikarin. 1933 wurde sie von Rom zur Generaloberin ernannt. Am 17. Juli 1939 wurde sie durch das Generalkapitel wiedergewählt. Die Wahl ihrer Nachfolgerin Gundulfa Schöpf fand aufgrund des Krieges erst 1947 statt.
Am 1. Januar 1926 reiste sie mit acht Schwestern in die Vereinigten Staaten und eröffnete dort eine Niederlassung im Erzbistum Philadelphia.